# Epizoanthus glacialis
Epizoanthus glacialis är en korallart som beskrevs av Daniel Cornelius Danielssen 1890. Epizoanthus glacialis ingår i släktet Epizoanthus och familjen Epizoanthidae.
Artens utbredningsområde är Norra Ishavet. Inga underarter finns listade i Catalogue of Life.